# Список найменших зір
Нижче наведено список зір з найменшими розмірами.

## Маленькі зорі з особливостями
У списку вказані маленькі зорі, що мають деякі додаткові особливості.
| Назва зорі           | Середній радіус, км | Спектральний клас        | Примітки | Посилання            |
| -------------------- | ------------------- | ------------------------ | --- | -------------------- |
| PSR J0348+0432 A     | 6,5 + 1             | Пульсар                  | Навколо обертається білий карлик. | [ 1 ]                |
| PSR B1257+12         | 10                  | Пульсар                  | Навколо зорі обертаються три планети. | [ 2 ]                |
| PSR B0531+21         | 10                  | Пульсар                  | | [ 3 ]                |
| Гемінга              | 10                  | Пульсар                  | | [ 4 ]                |
| XTE J1739-285        | 10,9                | Пульсар (кваркова зоря?) | | [ 5 ]                |
| Пульсар у Вітрилах   | 12                  | Пульсар                  | | [ 6 ]                |
| PSR J1748-2446ad     | <16                 | Пульсар                  | Пульсар серед відомих, що найшвидше обертається. | [ 7 ]                |
| PSR B1937+21         | 18—20               | Пульсар                  | | [ 8 ]                |
| XTE J1650-500 B      | 24                  | Чорна діра               | Подвійна рентгенівська система, чорна діра має масу 3,8 маси Сонця, менше попереднього рекордсмена GRO J1655-40 B масою 6,3 MSun в системі мікроквазара GRO J1655-40. | [ 9 ]                |
| GRW +70 8247         | 3300                | Білий карлик             | Найменший відомий білий карлик. | [ 10 ]               |
| HZ Кита A            | 4477,5              | Білий карлик             | |                      |
| Сіріус B             | 5466                | Білий карлик             | Історично перший виявлений білий карлик. | [ 11 ]               |
| LB 1497              | 5494,5              | Білий карлик             | | [ 12 ]               |
| 40 Ерідана B         | 5547,5              | Білий карлик             | |                      |
| ZZ Кита              | 5890                | Білий карлик             | |                      |
| GD 165               | 5998                | Білий карлик             | |                      |
| G 29-38              | 6000                | Білий карлик             | |                      |
| Проціон B            | 6700                | Білий карлик             | | [ 13 ] [ 14 ]        |
| ESO 439-26           | 8775,5              | Білий карлик             | Найслабший серед відомих білих карликів. |                      |
| Зоря ван Маанена     | 9048                | Білий карлик             | | [ 16 ]               |
| Луман 16 A           | 45 000              | Коричневий карлик        | | [ 17 ]               |
| PSR J0348+0432 B     | 45 268              | Білий карлик             | Білий карлик, що обертається навколо пульсара. | [ 1 ]                |
| Луман 16 B           | 46 500              | Коричневий карлик        | | [ 17 ]               |
| EBLM J0555-57Ab      | 59 000              | Червоний карлик          | Цей червоний карлик дещо крупніший від Сатурна. Станом на 2017 рік зоря є найменшою зорею, що підтримує термоядерні реакції, з масою трохи більшою межі, що розділяє зоряні об'єкти і коричневі карлики. Хоча маса порівнянна з масою TRAPPIST-1A, радіус EBLM J0555-57Ab на третину менший. | [ 18 ] [ 19 ] [ 20 ] |
| 2MASS J0523-1403     | 60 000              | Червоний карлик          | | [ 21 ] [ 22 ]        |
| SSSPM J0829-1309     | 6 1300              | Червоний карлик          | | [ 22 ]               |
| OGLE-TR-122B         | 81 100              | Червоний карлик          | Раніше, з 2005 по 2013 рік, це була найменша відома зоря з термоядерними реакціями. Найменший червоний карлик із затемненнями, а також із найменшим виміряним діаметром. | [ 23 ] [ 24 ] [ 25 ] |
| Gliese 229 B         | 83 480              | Коричневий карлик        | | [ 26 ]               |
| TRAPPIST-1           | 84 180              | Червоний карлик          | Має планетну систему із 7 планетами. | [ 27 ]               |
| Зоря Тігардена       | 88 354              | Червоний карлик          | | [ 28 ]               |
| Лейтен 726-8 (A і B) | 97 000              | Червоний карлик          | | [ 29 ]               |
| Проксіма Центавра    | 101 000             | Червоний карлик          | Найближча до Сонця зоря. | [ 30 ]               |
| Вольф 359            | 111 400             | Червоний карлик          | | [ 31 ]               |
| Росс 248             | 111 400             | Червоний карлик          | | [ 32 ]               |
| Зоря Барнарда        | 136 400             | Червоний карлик          | | [ 33 ]               |
| CM Дракона B         | 167 000             | Червоний карлик          | | [ 34 ]               |
| Росс 154             | 167 000             | Червоний карлик          | | [ 35 ]               |
| CM Дракона A         | 176 000             | Червоний карлик          | | [ 34 ]               |
| Зоря Каптейна        | 203 000             | Червоний карлик          | Найближча до Сонця зоря гало. | [ 30 ]               |
| Зоря Лейтена         | 243 500             | Червоний карлик          | | [ 36 ]               |
| Тейде 1              | 270 240             | Коричневий карлик        | | [ 37 ]               |
| Лаланд 21185         | 273 500             | Червоний карлик          | | [ 38 ]               |
| Лакайль 9352         | 320 000             | Червоний карлик          | | [ 39 ]               |

### Найменші зорі за типом
| Клас                    | Позначка зорі   | Радіус (радіус Сонця) (Сонце = 1) | Радіус (радіус Юпітера) (Юпітер = 1) | Радіус (радіус Землі) (Земля = 1) | Радіус (кілометр/миля) | Дата | Примітки | Посилання            |
| ----------------------- | --------------- | --------------------------------- | ------------------------------------ | --------------------------------- | ---------------------- | ---- | --- | -------------------- |
| Червоний карлик         | EBLM J0555-57Ab | 0,084                             | 0,84                                 |                                   | 59 000 км              | 2017 | Червоні карлики вважаються найменшими відомими зорями і представниками популяції найменших зір. | [ 18 ] [ 19 ] [ 20 ] |
| Коричневий карлик       | Луман 16 A      |                                   |                                      |                                   | 45 000 км              |      | Коричневі карлики не є зорями у повному розумінні цього терміна, оскільки такі об'єкти не мають необхідної маси для створення тиску в ядрі, що уможливлює протікання реакцій перетворення водню на гелій. Коричневі карлики можна описати як надзвичайно потужні об'єкти, які не змогли стати зорями.                                | [ 17 ]               |
| Білий карлик            | GRW +70 8247    | 0,0047                            | 0,047                                | 0,52                              | 3300 км                | 1934 | Білі карлики є залишки зір, що виникають, коли зорі з масою близько 8 мас Сонця або менше скидають зовнішню оболонку у вигляді планетарної туманності. Ядро, що залишилося, стає білим карликом. Вважається, що білі карлики остигатимуть протягом мільярдів років, утворюючи чорні карлики.                                         | [ 10 ]               |
| Нейтронна зоря          | PSR B0943+10    |                                   |                                      |                                   | 2,6 км                 |      | Нейтронні зорі є залишками зір із масою близько 9 мас Сонця або більше, що вибухають наприкінці еволюції. Зазвичай нейтронні зорі утворюються при спалахах зір із масою до 20 мас Сонця, хоча в деяких випадках і при спалахах більш масивних зір. PSR B0943+10 є однією з найменш масивних зір, маючи масу близько 0,02 маси Сонця. |                      |
| Чорні діри зоряної маси | XTE J1650-500 B |                                   |                                      |                                   | 24 км                  | 2008 | Чорні діри є залишками зір, які зазвичай виникають у результаті вибухів масивних зір у наднових або гіпернових. | [ 9 ]                |